# René Girard
René Noël Théophile Girard (* 25. Dezember 1923 in Avignon; † 4. November 2015 in Stanford, Kalifornien) war ein französischer Literaturwissenschaftler, Kulturanthropologe und Religionsphilosoph, der ab 1947 in den USA lebte und arbeitete. Sein Werk lässt sich in die Tradition der philosophischen Anthropologie einordnen.

## Leben
René Girard wurde als Sohn des Archivars, Bibliothekars und Paläographen Joseph Girard geboren, der als Konservator im Papstpalast und im Musée Calvet in Avignon arbeitete. Der Sohn schlug zunächst die gleiche Laufbahn ein und studierte an der École nationale des chartes in Paris Geschichte, Archivkunde und Paläographie, vor allem die Geschichte des Mittelalters. Er machte 1947 sein Diplom als Archivar und Paläograph, seine von Marcel Aubert betreute Abschlussarbeit behandelte das Privatleben in Avignon in der zweiten Hälfte des 20. Jahrhunderts. 
Im selben Jahr ging er mit einem Stipendium der französischen Regierung in die USA, wo er Französisch unterrichtete und 1950 an der Indiana University Bloomington zum Ph.D. in Geschichte promoviert wurde. Thema seiner Dissertation war American Opinion of France, 1940–1943. Im Jahr 1952 heiratete Girard die Bibliothekarin Martha McCullough, mit der er drei Kinder bekam. Er lehrte an mehreren US-Universitäten, zunächst an der Duke University in North Carolina (1952–53), dann als Assistant Professor am Bryn Mawr College in Pennsylvania (1953–57). 
Von 1957 bis 1968 arbeitete er an der Johns Hopkins University in Baltimore, wo er 1961 zum ordentlichen Professor aufstieg. Der zuvor wenig religiöse Girard bekehrte sich nach einem Erweckungserlebnis im Winter 1959 zum christlichen Glauben. 1959 und 1965 erhielt er ein Guggenheim-Stipendium. Als Vorstand der Abteilung für Romanische Sprachen (1965–1968) an der Johns Hopkins University organisierte er 1966 eine vielbeachtete Konferenz zum Thema The Languages of Criticism and the Sciences of Man, an der u. a. Roland Barthes, Jacques Derrida, Jacques Lacan und Tzvetan Todorov teilnahmen.
Von 1968 bis 1976 war er an der State University of New York at Buffalo tätig, dann kehrte er als John M. Beall Professor of the Humanities für vier Jahre an die Johns Hopkins University zurück. Von 1981 bis zu seinem Eintritt in den Ruhestand 1995 lehrte er als Professor für französische Sprache, Literatur und Kultur an der Stanford-Universität, an der er auch noch als Professor emeritus tätig war.

## Ehrungen
1979 wurde René Girard in die American Academy of Arts and Sciences aufgenommen, 2005 in die Académie française. 1991 erhielt er den Prix Médicis und 2006 den Dr.-Leopold-Lucas-Preis der Evangelisch-theologischen Fakultät der Eberhard Karls Universität Tübingen. Er war Mitglied der Ehrenlegion und erhielt den 2014 den Ordre des Arts et des Lettres.
René Girard wurde Ehrendoktor vieler Universitäten, unter anderem der Universität Montreal, der Theologischen Fakultät der Universität Innsbruck, der Universität Antwerpen, der Universität Padua und der University of St Andrews.

## Mimetische Theorie
Girards Weg zum Aufweis eines mimetischen Begehrens des Menschen führte ihn über seine Lektüre Cervantes’, Shakespeares, Stendhals, Dostojewskis, Flauberts und Prousts. Unter dem Gewinn eines erkenntnistheoretischen Aspekts eines literarisch bestimmten mimetischen Begehrens analysierte Girard darauf die Dramen von Sophokles und Euripides und die ihm zugänglichen Ergebnisse ethnologischer Forschung von James Frazer, Lucien Lévy-Bruhl und Edward E. Evans-Pritchard. Einen dritten Schritt zu einer allgemeinen Formulierung einer mimetischen Theorie menschlicher Kultur unternahm Girard, indem er alt- und neutestamentliche Schriften und deren Wirkungsgeschichte auf eine Übereinstimmung mit seiner eigenen Theoriefindung überprüfte.

### Ausgangspunkt
Ausgangspunkt der mimetischen Theorie von René Girard ist die Feststellung, dass menschliche Gesellschaften nur dann überleben, wenn sie in der Lage sind, der Ausbreitung von Gewalt innerhalb einer Gruppe erfolgreich entgegenzuwirken. Ursache zwischenmenschlicher Konflikte ist das Nachahmungsverhalten von Menschen, die in engem Kontakt miteinander leben: Dieses Verhalten stiftet Rivalität, Neid und Eifersucht, ist ansteckend, wird von allen Mitgliedern der Gruppe mitgetragen und führt zu raschen Gewalteskalationen, in denen das ursprüngliche Objekt keine Rolle mehr spielt: sie werden lediglich durch das Imitieren des Anderen in Gang gehalten.
Für das Aneignungsverhalten und die nachfolgende Nachahmung des gewalttätigen Verhaltens wird von Girard der Begriff „Mimesis“ verwendet, um damit den Abstand von der geläufigen Thematisierung des imitativen Verhaltens – die in der von Platon und Aristoteles begonnenen Tradition steht – als Nachahmung äußerlicher Darstellungen, Gestik oder Mimik hervorzuheben.

### Verbote, Riten und Sündenbockmechanismus
Die Entwicklung des religiösen Denkens in den früheren archaischen Gesellschaften unserer Vorfahren geht mit der Ausbildung von Normen einher, die das Ausbreiten der Gewalt innerhalb der Gruppe verhindern oder steuern. Für archaische Gesellschaften ist das Bewusstsein, dass Mimesis und Gewalt dasselbe Phänomen sind, von zentraler Bedeutung. Gewalt wird verhindert, indem man die mimetische Verdoppelung/Spiegelung zwischen Individuen derselben Gruppe verbietet. Verbote, die von archaischen Religionen aufgestellt werden, sind aus dieser Perspektive zu deuten und sind umso aufschlussreicher, je absurder sie uns erscheinen (etwa das Verbieten von Zwillingen, Spiegeln usw.).
Das Wissen über den Zusammenhang Gewalt–Mimesis verweist auf die Wege, die aus der mimetischen Krise (Ausbreitung der Gewalt) führen. Girard postuliert die Existenz einer fundierenden Erfahrung, die ein für alle Mal gezeigt hat, dass die Gewaltspirale durch die Opferung eines Sündenbocks unterbrochen wird. Hat die mimetische Gewalt in einer Gruppe einen Punkt erreicht, in dem alle die Gewalt aller nachahmen und das Objekt, das die Rivalität ausgelöst hat, „vergessen“ ist, so stellt das Auftreten eines einmütig als schuldig empfundenen Individuums eine einheitsstiftende Polarisierung der Gewalt dar: Die Tötung oder Ausstoßung des „Schuldigen“ reinigt die Gruppe von der Gewaltseuche, weil diese letzte – gemeinsam vollbrachte – Gewaltanwendung keinen mimetischen Vorgang (Rache) mit sich bringt. Da auch das Objekt, das die Krise ausgelöst hat, vergessen ist, ist die Reinigung durch diese Opferung vollständig. Insofern die Auswahl des Sündenbocks eine mutwillige oder auch zufällige ist, ist der Sündenbock austauschbar: Seine Bedeutung für die Gruppe besteht in der durch ihn wiederhergestellten Einmütigkeit. Gleichzeitig ist aber der ermordete/ausgestoßene Sündenbock in seiner heilbringenden Abwesenheit einzigartig und unaustauschbar.
Dieses Geschehen ist mit seiner „wunderbaren“ Wirkung die Offenbarung des Heiligen, das das Überleben der Gruppe ermöglicht: Die dem Opfer nach seiner Tötung dargebrachte Verehrung kommt der Erfindung der Göttlichkeit gleich, und die Wiederholung des Sündenbockvorgangs ist die rituelle Vergegenwärtigung des Heiligen zusammen mit dessen Ausstoßung aus der menschlichen Gesellschaft.
Besondere Beachtung verdient der Umstand, dass die Wiederholbarkeit des Vorgangs und die Austauschbarkeit des Opfers – das, was einen Kult ermöglicht, – in der a-priori-Bösartigkeit des Sündenbocks gründen, es also unerheblich ist, ob er wirklich schuldig ist.
Die Gesamtheit der Gebote und Regeln, die das Wiederholen dieses Vorgangs fördern und seinen Ausgang überwachen, machen den eigentlichen Bestand an Riten und positiven Verhaltensnormen jeder archaischen Gesellschaft aus.

### Religiöses Denken
Nach Girards Theorie ist Religion jene Form des menschlichen Denkens, die das Wissen über Gewalt/Mimesis und den Sündenbockmechanismus bewahrt. Anders als das dem modernen Menschen vertraute analytische und differenzierte Denken hat aber die Religion nicht die Aufgabe, diese Mechanismen zu erklären. Die Religion kann im Gegenteil die Aufgabe der Bewahrung dieser Vorgänge nur dann erfüllen, wenn sie deren grundlegende Wahrheiten verschleiert: Ein Sündenbock könnte kein Sündenbock mehr sein, wenn die Menschen sich seiner Unschuld bewusst wären; ein Verbot würde keine Kraft entfalten können, wenn es nicht gottgegeben wäre. Indem die Transzendenz einer Gottheit die Funktionsfähigkeit dieser Verschleierung gewährleistet, sind gleichzeitig die Menschen von der Verantwortung entbunden, an dem Mechanismus zur Überwindung der Gewalt zu zweifeln.
Erfolgreiche Umsetzungen dieser Muster in konkreten Religionen in der Antike oder in den modernen Ethnologien erscheinen analytisch betrachtet als widersprüchlich. Die mimetische Theorie analysiert diese Widersprüche, Aporien, Vielfalt, Unstimmigkeiten als notwendige Unvollständigkeit der religiösen Rationalisierung. „Girards ganzes Werk ist eine Polemik gegen den Wunschtraum von der «rationalistischen Unschuld» der Moderne.“ Verschiedene religiöse Varianten setzen ihre Akzente nicht auf sämtliche Aspekte des Phänomens und bringen damit die Unterschiede und die Asynchronie der Rituale hervor, die in die Eigenart einer jeden Kultur münden. Gleichzeitig schadet jede erfolgreiche Aufklärung des Mechanismus seiner Nutzbarkeit und trägt zu seinem Verschwinden bei: Mit zunehmendem Verständnis des Phänomens entzieht es sich immer mehr der Beobachtung.

### Mythen
Das Verständnis der Mythen der archaischen und klassischen Kultur geht für Girard einher mit der Offenlegung des opferkultischen Charakters jener Vorgänge, die für eine Kultur konstituierend sind. Alle Mythen sind – in ihrem Kern – Berichte über Gewaltanwendungen, die immer die gleiche Polarisierung aufweisen: alle-gegen-alle, alle-gegen-einen und Bruder-gegen-Bruder. Die Personen dieser Berichte tragen oft die Züge einer Monstrosität, in der die Psychologie eine Entstellung der Wahrnehmung in Situationen, in denen eskalierende Gewalt die Szene dominiert, sieht. Diese Personen sind Götter, Helden, Stadtgründer oder Stammesväter – also Sündenböcke im Sinne der mimetischen Theorie.
Die Vergegenwärtigung der Mythen ist in allen Kulturen ein Phänomen, das die gesamte Gesellschaft und ihre Priester einbezieht. So z. B. die griechische Tragödie, in der die Repräsentation die Mimesis des Gründungsakts nachahmt, aber zugleich keinen Platz für die Darstellung von Gewalt vorsieht, die immer nur erzählt ist und von der Bühne verbannt wird.

#### Mythen und Verfolgungen
Die moderne Lesart der Mythen als Schöpfungsakt archaischer Kulturen, die damit dem „Unsagbaren“, dem „religiösen Empfinden“, Ausdruck verleihen, ist für Girard durch eine Verweigerung der westlichen Zivilisation zustande gekommen, die verfolgerische Struktur der mythischen Texte zu erkennen. Die Mythen sind Erzählungen von Verfolgungen, die regelmäßig die Perspektive der Verfolger wiedergeben: nicht anders als die mittelalterlichen und neuzeitlichen Verfolgungstexte, aus denen man heute ohne weiteres erschließt, dass etwa Gewaltausbrüche gegenüber Juden in Zeiten der Pest oder die Hexenjagd tatsächlich stattgefunden haben. Die Struktur der mythischen und dieser Texte ist die gleiche: Zustand der Krise, Monstrosität in den Anschuldigungen gegen den Verfolgten, Merkmale des Opfers. Das sind die Elemente, die in den Verfolgungstexten explizit vorkommen und eine kollektive Gewaltanwendung auch dort erkennen lassen, wo sie in den Texten nicht dargestellt wird.
Girard hebt hervor, dass die gleichen Elemente – zusammen mit dem kollektiven Mord und der Heiligung des Opfers – in den Mythen zu finden sind und dass dort, wo eines (oder mehrere) dieser Elemente fehlt, die Spuren dessen Verwischung immer zu erkennen sind. Das gilt für die Mythen des Altertums wie für die der akephalen Gesellschaften. Der Ursprung dieser Mythen ist immer eine tatsächlich verübte kollektive Tötung, und diese Tötung auszumachen ist ein Verfahren, dessen Gültigkeit die moderne westliche Kultur nur für sich selbst und für den eigenen geschichtlichen Raum erkennt und für selbstverständlich hält.

### Sakrales Königtum und Institutionen
Wie das Göttliche seinen Ursprung in der Transzendenz des geopferten Sündenbocks hat, so haben Herrschaftsinstitutionen in dem Weiterleben des Sündenbocks in einer menschlichen Gesellschaft ihren Ursprung. Mit seiner Tötung stiftet der Sündenbock eine Überwelt, in der das Heilige seinen Platz findet: Das Heilige ist auch heilbringend, wenn es sich mit den Menschen nicht vermischt. Vor seiner Tötung ist der Sündenbock aber bereits Objekt der Verehrung, hat bereits Frieden innerhalb der Gruppe gebracht. So kann der Urtyp des sakralen Königs als ein Sündenbock betrachtet werden, dessen Opferung vertagt oder gegen eine stellvertretende Tötung ausgetauscht worden ist.
Der sakrale König genießt alle Privilegien, die ihm die Verehrung der Menschen entgegenbringt, und trägt zugleich die Merkmale der von den Menschen erkennbaren Schuld, indem er die Verbote missachtet (Inzest, Reinheitsgebote usw.). Die Vielfältigkeit der beobachteten Formen des sakralen Königtums ist – wiederum – mit der Fokussierung auf den einen oder anderen dieser Aspekte oder gar mit deren Verschleierung zu erklären.
Ausgehend von dem Komplex der Verbote, von der Ritualisierung der Gewalt in den mimetischen Kategorien des „Gleichen“ und des „Anderen“ sind die Entstehungsformen aller gesellschaftlichen Institutionen zu erklären. Aufschlussreich ist in dieser Hinsicht die Analyse von Institutionen wie Exogamie und Tausch der Güter, Tierzucht, Nachbarkriege, Totenkult usw., die in archaischen Gesellschaften mit einem Opferritus verbunden sind.

### Hominisation
Die Mechanismen, die die Verbreitung der Gewalt innerhalb einer Gruppe eindämmen und ihre Überwindung möglich machen, werden von Girard als treibende Kraft für den Prozess der Hominisation gesehen.

#### Entstehung der menschlichen Kultur
Die Theorien der Biologie, der Ethologie, der Ethnologie und der Anthropologie erweisen sich als unzureichend, um das Entstehen der menschlichen Kultur zu erklären: Die Merkmale, die einen Menschen von den Tieren unterscheiden, sind weder ein Vorteil im evolutionistischen Sinn noch können sie dem Entstehen von irgendeiner Form menschlicher Kultur Rechnung tragen. So kann man z. B. das Wachsen der Gehirnmasse weder als Ursache für das Entstehen von Kultur noch als Anzeichen entstandener Kultur betrachten: Es bringt in erster Linie mit sich, dass imitatives und aggressives Verhalten zwischen gleichgeschlechtlichen Tieren gefördert wird, dass verlängerte Sexualitätsperioden zum Hindernis für den Nachwuchs werden und zur gesteigerten Aggressivität führen, dass Werkzeuge und Waffen erfunden werden, die nicht mehr instinktiv kontrolliert werden können usw. – lauter Umstände, die geeigneter sind, das Aussterben der Spezies und nicht ihre Evolution zu erklären.

#### Symbolisierung der Gewalt
Gesteigertes imitativ-kompetitives Verhalten ist also hauptsächlich ein Hindernis für das Zusammenleben von Tieren und Menschen. In einem Rudel ist das Zustandekommen stabiler Führungsverhältnisse (dominance patterns) dank der Eindämmung des kompetitiven Verhaltens möglich. Das Alpha-Tier wird imitiert, aber nicht angegriffen, weil ihm gegenüber jedes Aneignungsverhalten unterdrückt werden kann. Ist das aber – wie in Menschengruppen – nicht der Fall, kann kein Führungsverhältnis von Dauer sein, sodass eine mimetische Krise ausbricht. Andererseits werden auch bei Tieren Anzeichen einer symbolisierten Gewalt in Form von abgelehnter Aggression, die wenige Individuen betrifft, beobachtet. Daher formuliert Girard seine Hypothese, dass eben das Imitieren eines solchen substituierten Angreifens eine ganze Gruppe involvieren und damit die Urform der Überwindung der mimetischen Krise darstellen kann, wobei die Annahme, ein solcher Mechanismus müsse sich sofort und immer wieder als effizient erweisen, nicht notwendig ist.
Nur aus der zyklischen Iteration der drei Phasen: Steigerung des mimetischen Verhaltens, Gewaltkrise, Überwindung durch Symbolisierung kann Girard zufolge der Hominisationsprozess bestehen.

#### Biologie und Zeichen
Um Girards Hypothese von der Hominisation aufrechterhalten zu können, muss lediglich angenommen werden, dass auch vor der Hominisation mimetische Eskalation möglich ist und dass sie ein Stadium erreichen kann, in dem instinktive Eindämmung nicht mehr möglich ist. Folglich sind das Überwinden dieser Eskalation und ihre Wiederholung Phänomene, die keinen vorgegebenen kulturellen Kontext benötigen. Der Hominisationsprozess würde somit auf der Grundlage eines Minimums an biologischen Hypothesen erklärt und das Verhältnis zwischen Biologischem und Kulturellem eindeutig definiert werden.
In dieser Perspektive ist die Schwelle zur Hominisation, deren Überschreitung der Symbolisierung der Gewalt zu verdanken sei, zugleich die Schwelle zu der Entstehung eines Zeichensystems. Der Übergang von zugespitzter Gewalt zum Frieden bringt alle Voraussetzungen mit sich, dank derer sich die Aufmerksamkeit der gesamten Gruppe auf ein einziges Objekt konzentrieren kann – die Leiche des Opfers – in dem sich die Erfahrung der Gewalt kristallisiert und das keine bloße Leiche mehr ist: Gewalt und Frieden haben in ihr ein Zeichen – sind materiell auf diese Leiche übertragen worden –, aber auch Signifikate wie bevor und danach, innen und außen können sich nun in einem System organisieren. Dieses Zeichensystem kommt allein durch die wiederholte Verwendung eines Zeichens zustande, wie sie von dem rituellen Imperativ gefördert wird, wobei dieser Imperativ unmittelbar von dem Friedenswillen des Menschen diktiert ist.
Im Rahmen dieser Hypothese ist auch die Entstehung der Sprachlichkeit als wiederholte Verwendung des Schreiens während der Gewaltkrise als notwendiges Teil des Rituals und die vorrangige Stellung der Worte des Heiligen in jeder Sprache zu verstehen.

### Die jüdisch-christliche Offenbarung
Anhand der Analyse der grundlegenden Texte des Judentums und des Christentums stellt Girard eine fortschreitende Tendenz zur Offenbarung der rituellen Mechanismen, die die menschliche Kultur prägen, fest. Ausschlaggebend ist dabei die neutestamentliche Perspektive, die es möglich macht, die Elemente des Neuen und der Aufklärung, die bereits in den Mythen der Vätergeschichte und vor allem in den Prophetenbüchern zu finden sind, ins neue Licht zu rücken und gleichzeitig das Neue Testament selbst als Radikalisierung einer ansatzweise bereits vorhandenen Lehre zu deuten. So enthalten z. B. die Unschuld des geopferten Abel und das darauffolgende Verbot, Kain zu töten, eine Bloßstellung der (mimetischen) Gewalt als rein menschlichen Akt, der nicht Heiliges, sondern nur noch Gewalt hervorbringt, und das Wissen, dass Gewalteskalation nur durch Verzicht auf Gewaltanwendung verhindert wird. Dieser Unterschied zu den anderen Mythologien der archaischen Welt – in denen immer die Heiligung der Gewalt und des Opfers festgeschrieben ist – kommt in der Aufforderung der Propheten, die Opferriten aufzugeben und Nächstenliebe statt Gewalt zu praktizieren, noch deutlicher zum Ausdruck.

#### Die Lehre des Christentums
Nach Girard bringt das Neue Testament diese Tradition zu ihren letzten Konsequenzen: Der vollständige Verzicht auf Gewalt und archaischen Opferkult; das Doppelgebot von Gottes- und Nächstenliebe; die gegen die Pharisäer gerichtete Denunziation der Weltlichkeit als Verkennung und Umkehrung der Lehre der Propheten. Das sind in den Evangelien die Eckpunkte der Verkündung des Reichs Gottes und der Rettung. Explizit wird das in den apokalyptischen Teilen der Evangelien und vor allem in der Offenbarung des Johannes: die Gewalt ist immer eine menschliche Sache, der die Menschen selbst schutzlos ausgeliefert zu werden drohen. Nach Girard ist dies mit der – nicht vollständigen – Aufklärung des Opfermechanismus in Verbindung zu setzen, da für die Menschen, die dank der alttestamentlichen Lehre das wahre Wesen der Gewalt teilweise aufgedeckt haben, der sakralisierende Sündenbock seine Wirkung verliert. Für sie ist Gewalt nicht mehr einzudämmen, und umso dringlicher stellt sich die Notwendigkeit der Gewaltlosigkeit als eine Frage des Überlebens.

#### Das sakrifizielle Christentum
Girard interpretiert die Passion und den Tod Jesu – anthropologisch – als endgültige und konsequente Aufklärung des Opfermechanismus: In der Einmütigkeit der Verweigerung der Gewaltlosigkeit, die in die Einmütigkeit der Gewaltanwendung mündet, bleibt für den Gewaltlosen keine andere Rolle übrig als die des Sündenbocks. Da Girard so scharf den Unterschied zwischen dem „Jüdisch-Christlichen“ und den alten Religionen sieht, war es ihm schwierig die Passion auch als Opfer zu sehen. Für den „letzten“ Girard ist das aber die richtige Bezeichnung. Das Opfer Christi heißt Liebe bis zum Äußersten.

### Textuelle Kohärenz und Sinn
Auch in Bezug auf die biblische Überlieferung hebt Girards Analyse die innere Kohärenz des Textes hervor: Jede Schlussfolgerung ist dem Text selbst zu entnehmen. Gleichzeitig aber stellen sich die von Girard formulierten Hypothesen als ein extratextuelles Instrument dar, welches allein eine einheitliche Interpretation des Textes erlaubt. In all seinen Werken hat Girard betont, dass seine Grundhypothese der sakrifikalen Opfer in der textuellen Inhärenz ihren Bestand hat: Sie muss und kann bewertet werden, aber lediglich anhand der durch sie möglich gewordenen Dekonstruktion eines Textes und der damit erklärten oder erklärbar gewordenen Phänomene.
Die Verwendung eines Instruments, das nicht von dem Text selbst geliefert wird, ist für Girard sogar unerlässlich, wenn man die mythischen Texte und die Verfolgungstexte verstehen will. Diese Texte seien aus der Perspektive der Verfolger entstanden, sie sind strukturell nicht in der Lage, die Wahrheit über ihren Gegenstand auszusagen, eben weil die Überzeugungen, das Opfer sei schuldig, die Tötung oder die Verfolgung sei notwendig gewesen und gar von dem Opfer selbst gewollt usw., Teil der Grundstruktur des Texts sind. Erst in dem Alten und – vor allem – in dem Neuen Testament sei eine andere Perspektive in der Darstellung der Verfolgungen zutage getreten: die der Verfolgten. Girard zufolge sei es erst für diese Texte sinnvoll, von Sündenbock und kollektiver Gewalt als Motive des Textes zu sprechen und nicht als Struktur desselben, weil in diesen Texten über die Opfervorgänge geschrieben wurde, um sie zu offenbaren. Deswegen sei es überhaupt möglich gewesen, die Opfer als das zu erkennen, was sie sind: unschuldige Opfer.

## Die Rezeption der mimetischen Theorie
Seit dem Erscheinen seiner Arbeiten zur Anthropologie der Opferriten und der Religion ist Girards Werk das Ziel von Kritik gewesen, die mitunter sehr heftig ausgefallen ist. Oft sind diese Kritiken durch Girard selbst in seinen Büchern thematisiert und beantwortet worden.
Das Times Literary Supplement kritisierte an seinem Buch Das Heilige und die Gewalt, dass Girard, um seine „ehrgeizige Hypothese“ zu demonstrieren, auf „sorgfältig ausgewählte […] marginale Aspekte“ von Opferriten zurückgegriffen habe, die „hier und da und überall“ zelebriert werden und die „nicht oberflächlicher, künstlicher und außer Kontext“ hätten gewählt werden können; dass er mit einer „breit angelegten Hypothese“ nahezu alles erklären wolle; dass eine so „vage formulierte […], so unüberprüfbare und auf so oberflächlichen Tatsachen“ basierende Hypothese dem Autor selbst unglaubwürdig und extravagant vorzukommen scheint. Das Buch enthalte „Trotz alledem […] viele interessante und anregende Ideen, […]“.
In der Rezension des 1987 auf Englisch erschienenen Buchs Der Sündenbock bezichtigte dieselbe Zeitschrift Girard, „dazu zu neigen, sich in die Rolle des Sündenbocks zu versetzen“, um sich vor seinen Kritikern zu verteidigen. „Die Überzeugung, die Schlüssel aller Mythologie zu besitzen und die fieberhafte Entschlossenheit, diese zu verteidigen, ist für so eine ernstzunehmende Untersuchung schädlich […]“. Ferner begrenze sich Girard nicht auf die Mythologie, sondern verlange, dass seine Theorie eine wissenschaftliche Lösung des Rätsels von Ursprung und Wesen der Religion liefere: „Seine Behandlung der Mythen ist aber so nachlässig“, dass er nicht mal die Tatsache beachtet, dass es sich dabei „zumindest in vielen Fällen um Götter und nicht um Menschen handelt.“. „All das ist schade, weil Girard über die Texte, die er untersucht, erleuchtend sein kann, wenn es nicht um seine großartige Theorie geht“.
Vielfach ist auch Girards katholischer Glaube das Ziel der Kritik gewesen: Girard lasse sich allein von seinem katholischen Glauben in seinen Untersuchungen beeinflussen. Er vernachlässige die Untersuchung anderer Religionen; drucke die katholische Angst vor der „Weltlichkeit der Modernen“; benutze „theologisch-kulturkämpferische Aussagen über den ‚Neopaganismus‘“ und verkenne Nietzsches Leistungen.
Isolierte Formulierungen von Girard sind ferner von verschiedenen Autoren dazu benutzt worden, um die eigene Weltanschauung vorzutragen.
Während Girards Theorie in der Psychoanalyse oft, von wichtigen Ausnahmen abgesehen, auf Ablehnung stößt – eine Ablehnung, die eher auf die literaturkritische Arbeitsweise seines Autors und auf die unzureichende Beachtung klinischer Erkenntnisse als auf dessen Kritik der Freudschen Theorien zurückzuführen ist – und Literaturwissenschaftler den Reduktionismus seiner Methode kritisieren, hat sie in theologischen Kreisen eine vorwiegend positive Resonanz gefunden. Im Übrigen hat Girards Werk kaum Beachtung in den philosophischen Debatten Ende des 20. Jahrhunderts gefunden.
Im Silicon Valley findet die mimetische Theorie großen Anklang. Es gibt eigene Konferenzen, Buchserien und Stiftungen rund um das Werk von Girard. Als Grund für diese Resonanz wird das Engagement des ehemaligen Facebook-Investors und Paypal-Mitgründers Peter Thiel angesehen. Die Stiftung Thiel Foundation führt das Programm Imitatio, das zum Ziel hat, „die Konsequenzen aus Girard's beachtenswerten Erkenntnissen über menschliches Verhalten und Kultur weiterzutreiben“.

## Girards Rezeption anderer Philosophien
Nach Girards Ansicht ist Friedrich Nietzsche der erste Philosoph gewesen, der in der dionysischen Passion und der Passion von Jesus die gleiche Art von kollektiver Gewalt entdeckt habe. Nietzsche habe kurz vor seinem geistigen Zusammenbruch entdeckt, dass die Fakten in beiden Geschichten gleich seien, jedoch nicht deren Interpretation. Während Dionysos dem Morden von Opfern zustimmt, weist Jesus und das Neue Testament ebendies zurück. Diese Entdeckung sei Nietzsche möglich gewesen, weil er sich zu diesem Zeitpunkt vom Positivismus wie auch vom Nihilismus habe lösen können. Girard würdigt Nietzsche für diese außerordentliche philosophische Leistung. Girard kritisiert jedoch, dass Nietzsche daraus die falschen Schlüsse gezogen habe. Nietzsche habe geglaubt, der neutestamentliche Standpunkt gegenüber Opfern basiere auf Vorurteilen zum Vorteil von Schwachen gegenüber Starken (Sklavenmoral). Girard sieht im neutestamentlichen Standpunkt hingegen einen heroischen Widerstand gegen die mimetische Gewalt. Um seinen Irrtum aufrechtzuerhalten, habe sich Nietzsche zu schlimmstem Sozialdarwinismus hinreißen lassen, wie dies aus seinem Werk Der Wille zur Macht hervorgehe:

„Der einzelne wurde durch das Christentum so wichtig genommen, so absolut gesetzt, dass man ihn nicht mehr opfern konnte: Aber die Gattung besteht nur durch Menschenopfer […] Die echte Menschenliebe verlangt das Opfer zum Besten der Gattung, – sie ist hart, sie ist voll Selbstüberwindung, weil sie das Menschenopfer braucht. Und diese Pseudo-Humanität, die Christentum heisst, will gerade durchsetzen, dass Niemand geopfert wird.“

## Schriften
Originalausgaben und deutsche Übersetzungen
- Mensonge romantique et vérité romanesque. 1961, ISBN 2-01-278977-3.
  - Deutsche Ausgabe: Figuren des Begehrens. Das Selbst und der Andere in der fiktionalen Realität. 2. Auflage. LIT, Münster 2012, ISBN 978-3-643-50378-7.
- Dostoïevski: du double à l’unité. 1963.
- La Violence et le sacré. 1972, ISBN 3-491-69430-2.
  - Deutsche Ausgabe: Das Heilige und die Gewalt. Fischer, Frankfurt a. M. 1994, zuletzt Ostfildern, Patmos 2011.
- Critiques dans un souterrain. 1976, ISBN 2-253-03298-0.
- Des choses cachées depuis la fondation du monde. 1978, ISBN 2-253-03244-1.
  - Deutsche Ausgabe: Das Ende der Gewalt. Analyse des Menschheitsverhängnisses. Erkundungen zu Mimesis und Gewalt mit Jean-Michel Oughourlian und Guy Lefort. Herder, Freiburg 2009, ISBN 978-3-451-29385-6.
- Le Bouc émissaire. 1982, ISBN 2-253-03738-9.
  - Deutsche Ausgabe: Der Sündenbock. Benziger, Zürich 1988, ISBN 3-545-70001-1.
  - Deutsche Ausgabe: Ausstossung und Verfolgung. Fischer, Frankfurt a. M. 1992, ISBN 3-596-11090-4.
- La Route antique des hommes pervers. 1985, ISBN 2-253-04591-8.
  - Deutsche Ausgabe: Hiob – ein Weg aus der Gewalt. Benziger, Zürich 1990, ISBN 3-545-70011-9.
- A Theater of Envy: William Shakespeare. 1991, ISBN 1-58731-860-1.
  - Deutsche Ausgabe: Shakespeare: Theater des Neides. Hanser, München 2011, ISBN 978-3-446-23650-9.
- Quand ces choses commenceront. 1994.
  - Deutsche Ausgabe: Wenn all das beginnt … Dialog mit Michel Treguer. LIT, Münster 1997, ISBN 3-8258-3116-7.
- Je vois Satan tomber comme l’éclair. 1999.
  - Deutsche Ausgabe: Ich sah den Satan vom Himmel fallen wie einen Blitz. Eine kritische Apologie des Christentums. Hanser, München 2002, ISBN 3-446-20230-7. Rezensionen: Hartmann Tyrell in FAZ, 5. November 2002; Karsten Laudien in Die Welt, 28. September 2002; Adolf Holl in Die Presse, 22. November 2002.
- Celui par qui le scandale arrive. 2001, ISBN 2-220-05011-4.
- La voix méconnue du réel. 2002, ISBN 2-253-13069-9.
  - Deutsche Ausgabe (um einen Beitrag gekürzt): Die verkannte Stimme des Realen. Eine Theorie archaischer und moderner Mythen. Hanser, München 2005, ISBN 3-446-20680-9.
- Le sacrifice. 2003, ISBN 2-7177-2263-7.
- Les origines de la culture. 2004, ISBN 2-220-05355-5.
- Achever Clausewitz. Entretiens avec Benoît Chantre. 2007, ISBN 2-35536-002-2.
  - Deutsche Ausgabe: Im Angesicht der Apokalypse. Clausewitz zu Ende denken: Gespräche mit Benoît Chantre. Matthes & Seitz Berlin, Berlin 2014, ISBN 978-3-88221-388-1.
- Mimesis and Theory: Essays on Literature and Criticism, 1953-2005. Hrsg. von Robert Doran. Stanford: Stanford University Press, 2008.

Deutsche Übersetzungen weiterer Texte
- Wissenschaft und Christlicher Glaube. Übersetzung von S. Heath. Hrsg. von E. Herms. Mohr Siebeck, Tübingen 2007, ISBN 978-3-16-149266-2.
- Gewalt und Religion. Gespräche mit Wolfgang Palaver. Übersetzung von Heide Lipecky, Matthes & Seitz Berlin, Berlin 2010, ISBN 978-3-88221-632-5.
- Briefwechsel mit René Girard. Hrsg. von Nikolaus Wandinger und Karin Peter (= Raymund Schwager Gesammelte Schriften. Bd. 6). Hrsg. von Józef Niewiadomski. Herder, Freiburg im Breisgau 2014, ISBN 978-3-451-34226-4.